# Dones als escacs
Les dones als escacs representen una minoria en totes les edats i nivells. Actualment, les jugadores competeixen en una combinació de tornejos oberts i tornejos femenins. Els tornejos femenins són més prominents en els nivells més alts i en les competicions juvenils. Els tornejos femenins d'alt nivell moderns proporcionen l'oportunitat a algunes participants de ser jugadores professionals d'escacs a temps complet. La majoria d'aquests tornejos són organitzats per la Federació Internacional d'Escacs (FIDE) i estan centrats en el cicle del Campionat Mundial Femení, que culmina amb un partit per decidir la Campiona Mundial d'Escacs. Més enllà d'aquests esdeveniments, els campionats nacionals i continentals femenins són entre els tornejos més destacats.
Històricament, les dones no van ser admeses als clubs d'escacs fins a principis del segle xx. Una vegada acceptades, van ser majoritàriament limitades a competir entre elles. En aquesta època, Vera Menchik es va convertir en la primera Campiona Mundial d'Escacs Femení i la primera dona a competir en tornejos d'alt nivell amb els millors jugadors del món. Després de la seva mort, la Unió Soviètica va dominar els escacs femenins, guanyant totes les Olimpíades d'Escacs Femenins des de la seva creació el 1957 fins al 1986. Les jugadores soviètiques Nona Gaprindashvili i Maia Chiburdanidze, de Geòrgia, van ser les primeres dones en obtenir el títol de Gran Mestre (GM) i van ser les següents dues dones, després de Menchik, a competir en tornejos oberts d'alt nivell.
Les germanes Polgár van posar fi a la dominació soviètica dels escacs femenins quan Susan Polgar es va convertir en la número u del món en escacs femenins el 1984, i les tres van liderar Hongria per guanyar la medalla d'or a l'Olimpíada de 1988. Judit Polgár es va consolidar com la millor jugadora d'escacs femenina de tots els temps, arribant al número vuit del món en la classificació general. A finals del segle xx, es va produir un augment notable del nombre de dones que van obtenir el títol de GM. Entre aquestes noves grans mestres, Hou Yifan ha estat l'única altra dona que ha arribat al top 100 mundial i que competeix regularment en tornejos oberts d'alt nivell. Des de la dècada de 1990, la Xina ha dominat el Campionat Mundial Femení amb sis campiones diferents, incloent-hi la campiona actual Ju Wenjun.
El nombre reduït de dones que arriben als nivells més alts dels escacs ha generat molt interès sobre les raons d'aquest fenomen. No hi ha proves que les dones estiguin inherentment en desavantatge en els escacs, però s'ha demostrat estadísticament que el baix nombre de jugadores a tots els nivells pot explicar en gran part la seva absència en els nivells més alts. La manca general de dones en els escacs ha contribuït a que sovint siguin objecte de sexisme, assetjament i assetjament sexual, factors que també es creu que contribueixen a que les dones tinguin menys èxit o abandonin els escacs prematurament. A més de jugar, les dones també exerceixen altres rols, com el d'entrenadores o àrbitres. Professions com la de comentarista o streamer tenen una diferència de participació menor entre homes i dones.

## Competicions d'escacs
Pel que fa al gènere, els tornejos d'escacs es poden classificar com a oberts o femenins. Les dones poden escollir competir tant en tornejos oberts com en tornejos femenins. En la pràctica, la majoria de les jugadores participen en una combinació d'ambdós tipus de tornejos. La proporció de participants femenines pot variar considerablement segons el tipus de competició. Els tornejos organitzats de manera independent solen tenir percentatges més alts de jugadores femenines que els tornejos de campionat organitzats per federacions. En molts tornejos més petits, que cobreixen un ampli ventall de nivells, pot ser que no hi hagi cap participant femenina.
Un dels tipus de tornejos d'escacs més comuns són els tornejos suïssos oberts, als quals poden inscriure's tant homes com dones, ja que generalment permeten un gran nombre o fins i tot un nombre il·limitat de participants. En algunes ocasions, aquests tornejos es divideixen en diverses seccions segons la qualificació. Els tornejos suïssos rarament tenen una secció només per a dones, tot i que és possible que una de les seccions per rànquing estigui restringida a dones. En lloc de tenir una secció femenina, molts tornejos professionals i semiprofessionals suïssos tenen premis femenins reservats per a les dones amb millor classificació en les seccions obertes.
Un altre tipus de tornejos comuns són els tornejos tancats de lliga, que solen comptar amb uns deu participants. Aquests tornejos són molt populars en els nivells més alts dels escacs, com és el cas de competicions com la Sinquefield Cup. Tot i que no hi ha restriccions formals per gènere, molts d'aquests tornejos d'elit sovint només compten amb jugadors masculins perquè són competicions per invitació i només els jugadors amb una alta qualificació són convidats. Judit Polgár i Hou Yifan són generalment considerades les úniques jugadores que han participat regularment en aquests tornejos d'elit en aquest segle. Les jugadores d'escacs també tenen tornejos tancats d'elit només per a dones, com la Cairns Cup. Tanmateix, hi ha pocs tornejos de lliga femenins d'elit.

### Tornejos de campionat
Els tornejos poden ser independents o formar part d'algun tipus de campionat organitzat per la FIDE, les federacions continentals o les federacions nacionals. Aquests campionats solen tenir una secció oberta i una secció femenina, i sovint es fan simultàniament, com en el cas de l'Olimpíada d'Escacs i l'Olimpíada d'Escacs Femenina. Com que les seccions es celebren juntes i les millors jugadores tenen més possibilitats de guanyar medalles o premis en la secció femenina, poques dones participen en la secció oberta. Així mateix, gairebé totes les federacions nacionals organitzen un campionat nacional i un campionat femení nacional, així com competicions similars en diverses categories juvenils. Tot i que no és comú, és més freqüent que les dones o les noies participin en les seccions obertes d'aquests esdeveniments, especialment en les categories juvenils. Algunes jugadores han guanyat el campionat nacional general del seu país, incloent grans mestres i mestres internacionals com Judit Polgár, Nino Khurtsidze, Viktorija Čmilytė, Keti Arakhamia-Grant i Eva Moser.
La FIDE va començar a organitzar el Campionat del Món d'Escacs Femení el 1927, fins i tot abans que controlés el Campionat del Món absolut d'escacs. La primera edició va ser guanyada per Vera Menchik. L'actual campiona mundial d'escacs femenins és Ju Wenjun, que ha guanyat el títol quatre vegades consecutives entre 2018 i 2023. El format més recent per al Campionat Mundial Femení és un partit entre la campiona regnant i una aspirant que guanya el dret a desafiar-la guanyant el Torneig de Candidates Femení. El format del Torneig de Candidates i la resta del cicle del Campionat Mundial Femení és anàleg al sistema utilitzat per determinar el Campió Mundial d'Escacs en el torneig absolut.

## Entrenament en escacs
Hi ha poques entrenadores d'escacs d'elit, en part perquè només una mica més de 40 jugadores d'escacs han aconseguit el títol de Gran Mestre. Susan Polgar és una de les poques entrenadores d'alt nivell més destacades, especialment a nivell de Gran Mestre. Polgar ha dirigit centres d'escacs i també s'ha convertit en una de les entrenadores universitàries més rellevants dels Estats Units. L'any 2010, com a entrenadora en cap de l'equip d'escacs Knight Raiders de la Universitat de Texas Tech, Susan Polgar es va convertir en la primera dona a portar un equip d'escacs a les semifinals nacionals (Final Four). A l'abril de 2011, els Knight Raiders van guanyar la President's Cup; això va convertir Polgar en la primera entrenadora en cap femenina que liderava un equip per guanyar el títol nacional.

## Èxits en els escacs

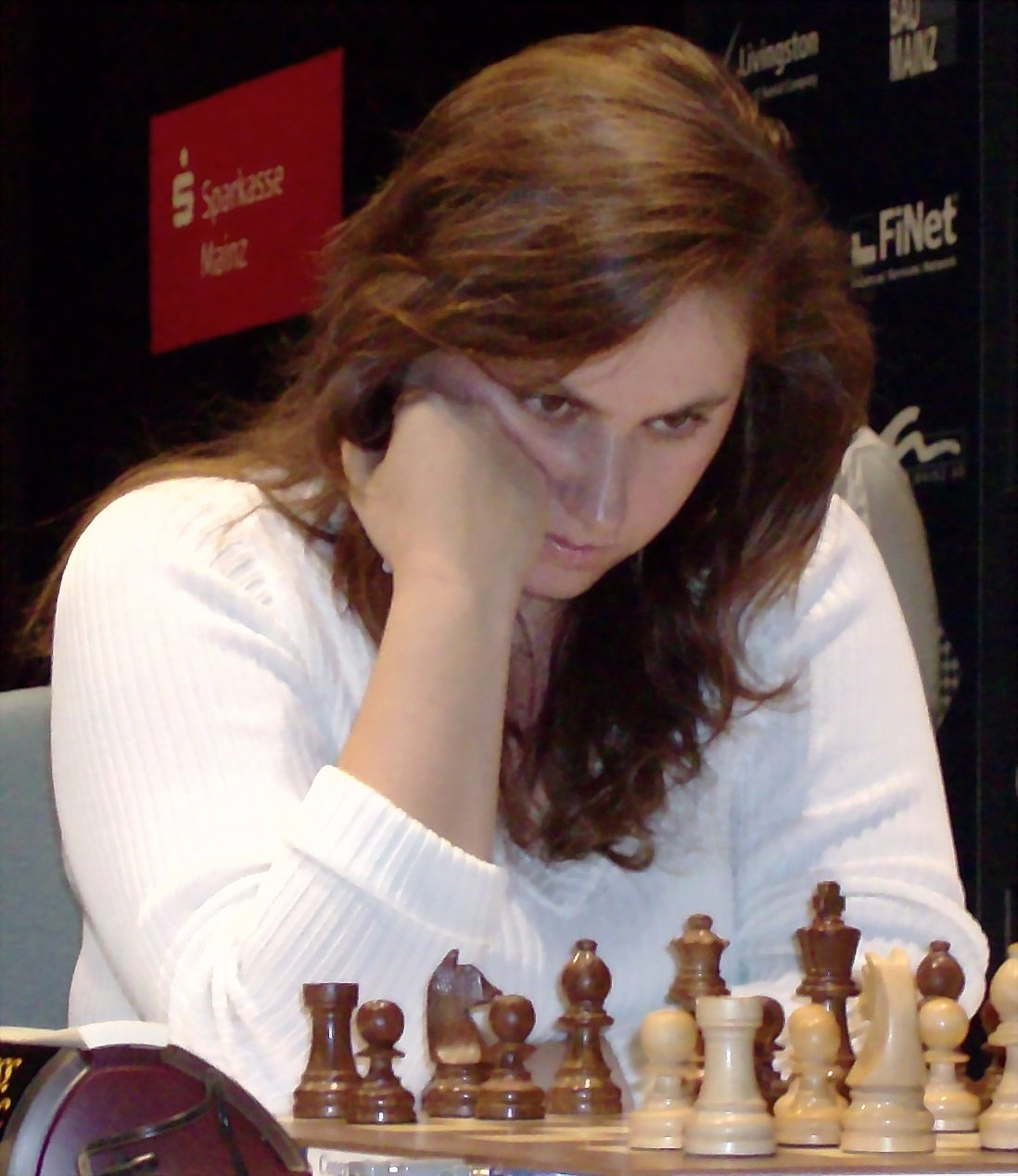
Judit Polgár, 2008

Judit Polgár, generalment considerada la jugadora d'escacs més forta de tots els temps, va ser en el seu moment la vuitena millor jugadora del món, i segueix sent l'única dona que ha estat mai classificada dins del top 10 mundial. Tres dones, Maia Chiburdanidze, Polgár, i Hou Yifan, han format part del rànquing dels 100 millors jugadors del món.

### Investigació sobre les diferències de gènere
Els jugadors d'escacs masculins superen àmpliament en nombre les jugadores a tots els nivells d'edat i en la majoria de tornejos, sovint en una proporció de deu a un o més. L'anàlisi de les estadístiques de classificació de jugadors alemanys en un article de 2009 de Merim Bilalić, Kieran Smallbone, Peter McLeod i Fernand Gobet va indicar que, tot i que els homes amb les millors classificacions eren més forts que les dones amb les millors classificacions, la diferència (normalment més de 200 punts de qualificació) es devia en gran part al nombre relativament reduït de jugadores (només una setzena part dels jugadors qualificats alemanys eren dones). El 2020, el psicòleg i neurocientífic Wei Ji Ma va resumir l'estat de la recerca sobre les dones en els escacs dient que "actualment no hi ha cap prova de diferències biològiques en l'habilitat per jugar a escacs entre gèneres", però va afegir que "això no significa que no hi hagi segurament aquestes diferències."
Jugadors d'escacs, tant homes com dones, han especulat sobre les raons que expliquen la diferència en èxits entre homes i dones en els escacs. Algunes jugadores creuen que la principal raó és deguda a les expectatives culturals i els prejudicis. Jennifer Shahade, Gran Mestra Femenina de la FIDE i directora del programa femení de la Federació d'Escacs dels Estats Units (USCF), va dir que hi ha una caiguda important en el nombre de noies inscrites a l'USCF al voltant dels 12 i 13 anys, la qual cosa ella atribueix a la manca d'una xarxa social per a noies d'aquesta edat en els escacs. Polgár va comentar que la societat i alguns pares poden debilitar el desig de les joves jugadores d'escacs de millorar, i que moltes dones es veuen limitades per l'ambició reduïda de participar només en tornejos femenins en lloc de tornejos oberts. Jovanka Houska, Mestra Internacional i Gran Mestra Femenina, va argumentar que la sobreconfiança dels nois els dóna un avantatge sobre les noies.
En un estudi de 2007 a la Universitat de Pàdua, jugadors i jugadores d'habilitat similar es van enfrontar en partides en línia. Quan els jugadors desconeixien el sexe de l'oponent, les jugadores van guanyar lleugerament menys de la meitat de les partides. Quan se'ls deia que l'oponent era un home, jugaven de manera menys agressiva, i només van guanyar aproximadament una de cada quatre partides. No obstant això, quan se'ls deia que el seu oponent era una dona (tot i que en realitat era un home), jugaven amb la mateixa agressivitat que els jugadors masculins i guanyaven una de cada dues partides. Els investigadors van argumentar que els estereotips de gènere podrien haver fet que les jugadores reduïssin la seva autoestima i confiança en si mateixes quan sabien que jugaven contra homes, cosa que les portava a jugar defensivament i empitjorava el seu rendiment. Els intents de replicar aquest resultat amb l'anàlisi de bases de dades d'escacs han donat resultats inconsistents.

## Sexisme en els escacs
Polgár, Shahade i Houska han afirmat que han experimentat sexisme, incloent-hi comentaris despectius sobre les seves habilitats, oponents que es negaven a donar-los la mà i trolls en línia que qüestionaven si les noies i les dones haurien de participar en els escacs.
Diversos jugadors masculins han fet comentaris negatius sobre el rendiment de les dones en els escacs. En una entrevista de 1963, Bobby Fischer va menysprear les jugadores femenines, descrivint-les com a "terribles" i afirmant que era perquè "[les dones] no són tan intel·ligents". El 2015, Nigel Short va argumentar que els jugadors masculins rendien millor perquè els homes i les dones estaven "neurològicament predisposats" per a diferents habilitats, la qual cosa va generar controvèrsia. El 2022, Ilya Smirin, durant una retransmissió en directe de la novena ronda del Gran Premi Femení FIDE 2022–23, va dir que "els escacs potser no són per a dones" i va elogiar una jugadora per jugar "com un home". La FIDE va demanar disculpes a través de Twitter, qualificant els comentaris de Smirin de vergonyosos i ofensius. El mateix dia, la FIDE va acomiadar Smirin per fer "comentaris ofensius".
A l'agost de 2023, més de cent jugadores d'escacs van signar un manifest en nom de la FIDE contra el sexisme i l'abús sexual en els escacs.

### Dones transgènere
A l'agost de 2023, la FIDE va ser fortament criticada per emetre una ordre que prohibia la participació de dones transgènere en les competicions femenines. Molts jugadors d'escacs van considerar que aquesta mesura no tenia cap altre propòsit que discriminar les dones transgènere, ja que, a diferència dels esports físics, no hi ha preocupacions sobre avantatges biològics. La Gran Mestra Femenina nord-americana Jennifer Shahade va comentar: "És evident que no van consultar cap jugadora trans en la redacció d'aquesta normativa... Insto fermament la FIDE a que faci marxa enrere i comenci des de zero amb millors consultores." La jugadora transgènere francesa Yosha Iglesias, que actualment ostenta el títol de Mestre de la FIDE, va descriure les noves regulacions com "injustes, excloents i discriminatòries", i va afirmar que anaven en contra de les directrius del Comitè Olímpic Internacional (COI) a les quals la FIDE s'havia compromès. També el 2023, Iglesias va complir els requisits per obtenir el títol de Mestra Internacional Femenina al desembre, convertint-se en la primera persona transgènere a qualificar-se per a aquest títol.

## Cultura
Margret the Adroit podria haver creat les Lewis chessmen del segle XII. L'any 2010, en una conferència al Museu Nacional d'Escòcia sobre les Lewis chessmen, Gudmundur Thorarinsson (enginyer civil i exmembre del Parlament islandès) i Einar S. Einarsson (expresident de Visa Iceland i amic del campió d'escacs Bobby Fischer) van argumentar que la Margret the Adroit les havia creat. És una afirmació que l'autora nord-americana Nancy Marie Brown suporta en el seu llibre de 2015, Ivory Vikings, the Mystery of the Most Famous Chessmen in the World and the Woman Who Made Them.
Caïssa ("Ka-ee-sah") és una deïtat fictícia (anachronistic) tràcia dryad representada com la deessa dels escacs. Va ser mencionada per primera vegada durant el Renaixement pel poeta italià Hieronymus Vida.
Històricament, els escacs han tingut moltes variants. En els escacs actuals, la reina és el nom de la peça d'escacs més poderosa. La historiadora Marilyn Yalom ha argumentat que la reina va poder convertir-se en la peça més perillosa del tauler a finals del segle XV gràcies a l'exemple de poderosos regents femenins d'aquesta època de la història europea.

## Història

### Primeres històries i era romàntica dels escacs
Durant la Edad Media, Macalda di Scaletta jugava a escacs, i les proves històriques suggereixen que probablement va ser la primera persona a Sicília que va aprendre a jugar-hi.
Reina Elisabet I, que va viure des de 1533 fins a 1603, jugava molt bé a escacs, segons un placard a la Torre de Londres.
Benjamin Franklin, que va viure des de 1706 fins a 1790, segons Thomas Jefferson, jugava a escacs a París amb dones socialment importants, incloent-hi la duquesa de Bourbon Bathilde d'Orléans, qui era "una jugadora d'escacs del seu nivell".

### Segle XXI i era dels escacs en línia
Recentment, Hou Yifan ha estat la principal jugadora d'escacs femenina, guanyant, per exemple, el torneig GM de Biel el 2017.
En febrer de 2017, la Federació d'Escacs Irlandesa va prohibir a Dorsa Derakhshani jugar per a l'equip nacional o en tornejos nacionals després de participar en el Gibraltar Chess Festival de 2017 sense portar un hijab.
La campiona mundial d'escacs femenins de 2015, Mariya Muzychuk, i la campiona femenina dels Estats Units, Nazí Paikidze, van optar per no assistir al Campionat Mundial d'Escacs Femení 2017, en protesta pel lloc del torneig a Iran, on les participant necessitaven portar un hijab en públic. Al desembre de 2022, la jugadora iraniana Sarasadat Khademalsharieh va planificar no tornar a Iran després de no portar un hijab durant els Campionats Mundials d'Escacs Ràpids i Campionats Mundials d'Escacs Blitz, enmig dels protestes contra el govern iraní. El juliol de 2023, se li va concedir la ciutadania espanyola, i va transferir les federacions d'escacs d'Iran a Espanya. De manera similar, a finals de 2017, Anna Muzychuk va guanyar atenció mediàtica generalitzada per la seva decisió de boicotjar els Campionats Mundials d'Escacs Ràpids i Blitz a Saudi Arabia i renunciar a l'oportunitat de defensar ambdues títols de Campionessa Mundial a causa de les restriccions que Arabía Saudita té en vigor contra les dones, incloent-hi les relacionades amb la vestimenta femenina i la prohibició que les dones sortin sense estar acompanyades per un home.

## Lectura complementària
- Winter, Edward. «Escacs i dones». www.chesshistory.com.   Notes d'Escacs, 22-11-2020.
- Shahade, Jennifer. Chess bitch: dones en l'última esport intel·lectual. 1a.  Los Angeles: Siles Press, 2005. ISBN 978-1890085094.